# Ferrari Mondial
Ferrari Mondial ist die Bezeichnung für verschiedene Fahrzeugmodelle des Automobilherstellers Ferrari.
Die Karosserie des Mondial stammte von Pininfarina. Die seitlichen Lufteinlässe waren das Vorbild für die extrem breiten Flanken des späteren Testarossa. Er ist der letzte von Ferrari produzierte Wagen mit Mittelmotor und vier Sitzplätzen.

## Erste Generation

### Entwicklungsgeschichte des Ferrari Mondial 8

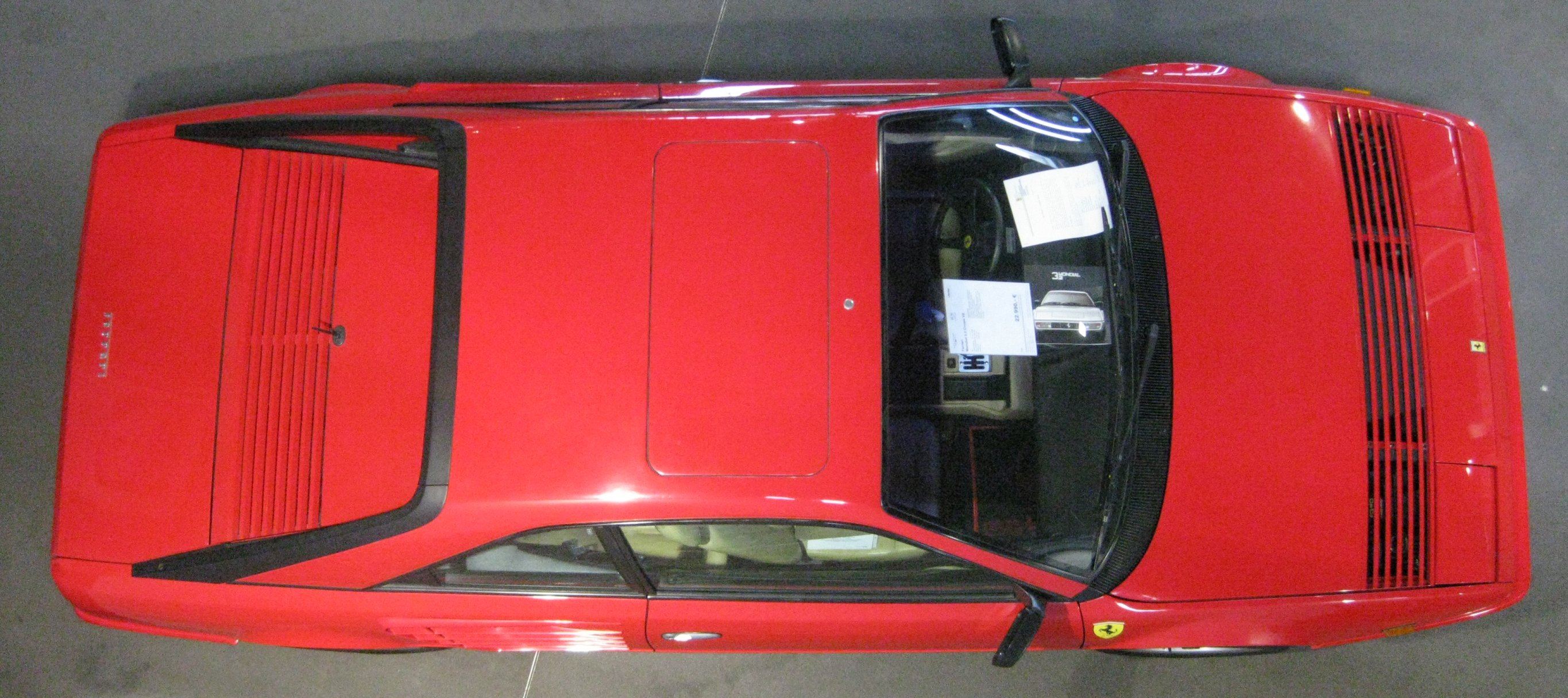
Mondial 3.2, Bj. 1988, von oben

Sieben Jahre nachdem der 308 GT4 mit Bertone-Karosserie gestartet war, wurde der von Pininfarina entworfene Ferrari Mondial 8 vorgestellt. Traditionalisten hatten Bertone nie akzeptiert und meinten, Ferrari-Karosserien sollten nur von Pininfarina entworfen werden.
Strukturell basierte der Mondial 8 auf dem Zweisitzer 308 GTB, war jedoch ein 2+2-Sitzer wie der 308 GT4, allerdings mit mehr Raum. Der Name Mondial (Welt) war eine Reminiszenz an einen Ferrari-Rennwagen der 50er-Jahre. Um mehr Platz im Innenraum zu schaffen, wurde der Radstand um zehn cm verlängert, außerdem war das Auto breiter als seine Vorgänger.
Es gab jedoch zwei zentrale Probleme: Eines bezog sich auf die etwas ungünstigen Proportionen des Mondial (ein Journalist gab an, der Mondial sei „zu lang für seine Breite...“); das andere war, dass dies Ferraris erster schadstoffarmer V8 mit Kraftstoffeinspritzung war. Mit nur 157 kW (214 PS) war dies aber auch einer der schwächsten Ferraris, zwar war er immer noch ein schnelles Auto im Vergleich zu den meisten anderen Marken, doch er wirkte jenseits der 200 km/h recht angestrengt. Überraschend verkaufte er sich nicht besser als der Vorgänger 308 GT4. Der Mondial profitierte genau wie seine Schwestermodelle 308 GTB und 308 GTS von der Einführung der Vierventiltechnik im Jahr 1982 sowie vom Einbau eines stärkeren Motors 1985. Ab 1989 wurde der Motor längs eingebaut und das Modell hieß nun Mondial t. In den ersten beiden Produktionsjahren wurden 703 Exemplare hergestellt, hauptsächlich die offene Variante des Mondial. 
In dem mit Leder ausgeschlagenen Innenraum des Mondial finden sich traditionelle Eigenheiten wie die großen Rundinstrumente und der lange, verchromte Schaltknüppel in der ebenso verchromten offenen Kulisse.
Die Motorhaube sitzt zwischen den beiden „Längsträgern“ des Dachs, die im Profil gesehen das Mittelmotor-Layout des Ferrari erfolgreich verbergen.
Für den Weltmarkt bekam der Mondial einen Motor mit Kraftstoffeinspritzung, der den Regelungen bezüglich des Schadstoffausstoßes in jedem Land genügte. Er hatte vier obenliegende Nockenwellen und leistete in der Grundversion 157 kW (214 PS).

#### Ferrari Mondial Quattrovalvole
Diese Version wurde von 1982 (Cabriolet 1984) bis 1985 gebaut und ersetzte den Mondial 8. Der Motor wurde mit Vierventiltechnik gebaut, daher der Name Quattrovalvole, und leistete 176 kW (240 PS) bei einer Drehzahl von 6400/min. Auch das Cabriolet war wie das Coupé als 2+2-Sitzer ausgelegt. Vom Mondial Quattrovalvole wurden 1144 geschlossene und 629 offene Exemplare gebaut.

#### Ferrari Mondial 3,2
Als der 308 GTB zum 328 GTB aufgerüstet wurde, zog der Mondial nach und bekam einen größeren Motor mit 3,2 Litern
Hubraum, der bei 7000/min eine Leistung von 198 kW (270 PS) lieferte. Diese Modelle wurden von 1985 bis 1989 als Coupé und als Cabriolet gebaut.

## Zweite Generation
Der Ferrari Mondial t war ab Modelljahr 1989 sowohl geschlossen als auch als Cabriolet erhältlich. Der Mittelmotor des 2+2-Sitzers war längs eingebaut, das Getriebe saß quer hinter dem Differenzial.

### Entwicklungsgeschichte des Ferrari Mondial t
Der neue 348 tb war in jeder Hinsicht – Motor, Chassis und Karosserie – ein wirklich neues Auto, für den verwandten 2+2-Sitzer Mondial t 3.4 traf dies nur zum Teil zu, aber die Änderungen gingen doch sehr viel weiter als allgemein bekannt war. Das „t“ steht für trasversale (ital. Wort für quer) und weist auf das quer eingebaute Getriebe hin. Der Motor hingegen wurde längs eingebaut. Diese Bauweise wurde bereits zuvor beim Formel-1-Rennwagen Ferrari 312T verwendet. Somit war der Mondial t 3.4 der erste einer neuen Generation moderner V8-Ferraris. In ihm wurden alle wesentlichen, neuen Komponenten des 348 noch vor dessen Erscheinen verwendet. So waren beim Mondial t der neue Motor und das neue Getriebe, wie beim 348, in einem Hilfsrahmen montiert, der auch die neue Radaufhängung trug. In der Folge wurde der Bereich zwischen B- und C-Säule gestreckt, damit wurde auch die Seitenscheibe verlängert und die seitlichen Lufteinlässe geändert. Deshalb sieht der „t“ von der Seite her deutlich gestreckter aus. Der 3,4-Liter-Motor selbst erfuhr tiefgreifende Änderungen, er bekam statt der mechanischen K-Jetronic (mit separater Verteilerzündung) die moderne Motronic 2.5 in doppelter Ausführung, das heißt pro Zylinderbank eine separate Einspritzanlage, somit also Steuergerät, Luftsammler, Drosselklappe, Luftmengenmesser, verteilerlose Zündanlage, Katalysator, Lambdasonde und die Benzinpumpe in doppelter Ausführung. Zwischen den Luftsammlern der beiden Zylinderbänke wurde drehzahl- und lastabhängig eine Verbindung geöffnet, um das Drehmoment weiter zu verbessern. Die Abgasführung war nun rechts und links gleich.
Damit ist er (mit Ausnahme des Ferrari F40) im Grunde der erste saubere V8-Sportmotor von Ferrari mit Einspritzanlage und löste das Problem der Leistungsverluste der abgasgereinigten Motoren gegenüber den älteren mit Vergasern. Dies zeigte sich durch die mit 3000 Umdrehungen enorm weite Spanne zwischen maximalem Drehmoment und Höchstleistung. Die Kupplung hat zwei Scheiben. Ein Sperrdifferential war serienmäßig. Gegen Aufpreis gab es zum 5-Gang-Getriebe eine automatische Kupplungsbetätigung von Valeo, der Fahrer musste nur noch schalten.
An der Karosserie wurden ferner die bruchempfindlichen Türgriffe, ursprünglich vom Alfa Spider übernommen, durch robustere Konstruktionen ersetzt, die zudem in der Wagenfarbe lackiert waren. Der Innenraum verlor etwas von seiner Extravaganz und war nun betont schlicht und sportlich gehalten. Die gut geformten Sportsitze fielen etwas eng aus. Die Klimaanlage wurde thermostatisch gesteuert. Aufgrund der vorne und hinten unterschiedlich breiten 16-Zoll-Felgen fiel das Reserverad weg und wurde durch ein Pannenspray im Werkzeugkoffer ersetzt.
Die Klappscheinwerfer erhielten Leuchteinheiten mit DE-Linsen. Die Stoßstangen wurden umgestaltet.
Der neue Oval-Rohrrahmen des Mondial mit dem langen Radstand war grundlegend überarbeitet worden, um die neue Positionierung von Motor und Getriebe zu ermöglichen. Das Auto war mit Servolenkung und Antiblockiersystem ausgerüstet, außerdem konnte vom Fahrersitz aus zwischen drei verschiedenen Einstellungen der Coil-Over-Stoßdämpfer von Bilstein gewählt werden. Dabei wurden aber unabhängig von der manuellen Einstellung durch elektronische Auswertung der Beschleunigungs- und Giersensoren je nach Fahrsituation nötigenfalls automatisch nachregelt.
Da der Mondial etwas schwerer war als der 348 tb und außerdem bis zu vier Personen transportieren musste, war die Getriebeübersetzung kürzer gewählt. Dies war antriebs- und motorseitig, abgesehen von der Schalldämpferanlage, der einzige Unterschied zum Vorgängermodell.

## Technische Daten
| Motor:                       | 8-Zylinder-90°-V-Motor (Viertakt)                          | 8-Zylinder-90°-V-Motor (Viertakt)                          | 8-Zylinder-90°-V-Motor (Viertakt)                          | 8-Zylinder-90°-V-Motor (Viertakt)                          |                                                         |                                                         |
| Hubraum:                     | 2926 cm³                                                   | 2926 cm³                                                   | 3185 cm³                                                   | 3405 cm³                                                   |                                                         |                                                         |
| Bohrung × Hub:               | 81,0 × 71,0 mm                                             | 81,0 × 71,0 mm                                             | 83,0 × 73,0 mm                                             | 85,0 × 75,0 mm                                             |                                                         |                                                         |
| Leistung bei 1/min:          | 157 kW (214 PS) bei 6600                                   | 176 kW (240 PS) bei 6400                                   | 198 kW (270 PS) bei 7000                                   | 221 kW (300 PS) bei 7200                                   |                                                         |                                                         |
| Max. Drehmoment bei 1/min:   | 243 Nm bei 4600                                            | 260 Nm bei 5000                                            | 304 Nm bei 5500                                            | 323 Nm bei 4200                                            |                                                         |                                                         |
| Verdichtung:                 | 8,8 : 1                                                    | 9,2 : 1                                                    | 9,8 : 1                                                    | 10,4 : 1                                                   |                                                         |                                                         |
| Ventilsteuerung:             | DOHC, Antrieb über Zahnriemen, 2 Ventile pro Zylinder      | DOHC, Antrieb über Zahnriemen, 4 Ventile pro Zylinder      | DOHC, Antrieb über Zahnriemen, 4 Ventile pro Zylinder      | DOHC, Antrieb über Zahnriemen, 4 Ventile pro Zylinder      |                                                         |                                                         |
| Kühlung:                     | Wasserkühlung                                              | Wasserkühlung                                              | Wasserkühlung                                              | Wasserkühlung                                              |                                                         |                                                         |
| Schmierung:                  |                                                            |                                                            |                                                            | Trockensumpfschmierung mit Ölkühler, Füllmenge 11 Liter    | Trockensumpfschmierung mit Ölkühler, Füllmenge 11 Liter | Trockensumpfschmierung mit Ölkühler, Füllmenge 11 Liter |
| Getriebe:                    | Fünfgang-Schaltgetriebe, Hinterradantrieb                  | Fünfgang-Schaltgetriebe, Hinterradantrieb                  | Fünfgang-Schaltgetriebe, Hinterradantrieb                  | Fünfgang-Schaltgetriebe, Sperrdifferential                 |                                                         |                                                         |
| Bremsen:                     | Scheibenbremsen (innenbelüftet)                            | Scheibenbremsen (innenbelüftet)                            | Scheibenbremsen (innenbelüftet)                            | Scheibenbremsen (innenbelüftet)                            |                                                         |                                                         |
| Radaufhängung vorn:          | Doppelquerlenker, Schraubenfedern und Drehstabstabilisator | Doppelquerlenker, Schraubenfedern und Drehstabstabilisator | Doppelquerlenker, Schraubenfedern und Drehstabstabilisator | Doppelquerlenker, Schraubenfedern und Drehstabstabilisator |                                                         |                                                         |
| Radaufhängung hinten:        | Doppelquerlenker, Schraubenfedern und Drehstabstabilisator | Doppelquerlenker, Schraubenfedern und Drehstabstabilisator | Doppelquerlenker, Schraubenfedern und Drehstabstabilisator | Doppelquerlenker, Schraubenfedern und Drehstabstabilisator |                                                         |                                                         |
| Karosserie:                  | Aluminium- und Stahlblechkarosserie mit Gitterrohrrahmen   | Aluminium- und Stahlblechkarosserie mit Gitterrohrrahmen   | Aluminium- und Stahlblechkarosserie mit Gitterrohrrahmen   | Aluminium- und Stahlblechkarosserie mit Ovalrohrrahmen     |                                                         |                                                         |
| Spurweite vorn/hinten:       | 1495/1517 mm                                               | 1495/1517 mm                                               | 1520/1510 mm                                               | 1522/1560 mm                                               |                                                         |                                                         |
| Radstand:                    | 2650                                                       | 2650                                                       | 2650                                                       | 2650                                                       |                                                         |                                                         |
| Reifen/Felgen:               |                                                            |                                                            |                                                            | v. 205/55/16-7J h. 225/55/16-8J                            |                                                         |                                                         |
| Maße L × B × H:              | 4580 × 1790 × 1250 mm                                      | 4580 × 1790 × 1250 mm                                      | 4535 × 1795 × 1235 mm                                      | 4535 × 1810 × 1235 mm                                      |                                                         |                                                         |
| Leergewicht:                 | 1466 kg                                                    | 1490 kg                                                    | 1410 kg                                                    | 1503 kg                                                    |                                                         |                                                         |
| Höchstgeschwindigkeit:       | 225 km/h                                                   | 242 km/h                                                   | 250 km/h                                                   | 255 km/h                                                   |                                                         |                                                         |
| Beschleunigung 0 – 100 km/h: |                                                            | 7,4 s                                                      |                                                            | 6,3 s                                                      |                                                         |                                                         |